# Oud-Woensel
Oud-Woensel is een wijk in het stadsdeel Woensel-Zuid in de stad Eindhoven, in de Nederlandse provincie Noord-Brabant. Op 1 januari 2023 telde de wijk 12.365 inwoners, verdeeld over 6.328 woningen, met een gemiddelde WOZ-waarde van € 286.000, op een oppervlakte van 1,31 km².
De wijk ligt ten noorden van Eindhoven Centrum en is de zuidelijkste wijk van Woensel. De wijk ligt binnen de ring en grenst aan de noordkant aan de andere twee wijken van Woensel-Zuid, Erp en Begijnenbroek aan de zuidkant aan het centrum, en de Oostkant aan het TU-terrein en westelijk aan Oud-Strijp.
De wijk bestaat uit de volgende buurten:
- Limbeek
- Hemelrijken
- Gildebuurt
- Woenselse Watermolen

De kern van het woongebied bestaat uit kleine vooroorlogse, gerenoveerde arbeiderswoningen. De wijk wordt in het midden doorkliefd door de winkelstraat de Kruisstraat, die aan de noordkant eindigt in de Woenselse Markt.
De Woenselse Watermolen, oostelijk gelegen van de andere drie buurten ligt apart van die buurten en bestaat voornamelijk uit huizen gebouwd aan het einde van de 20e eeuw. Tevens bevindt het hoofdgebouw van Fontys Hogescholen zich hier. Ondanks de hoge woondichtheid in de wijk bevindt zich er nagenoeg geen hoogbouw. Oud Woensel is een multiculturele wijk.

## Fotogalerij

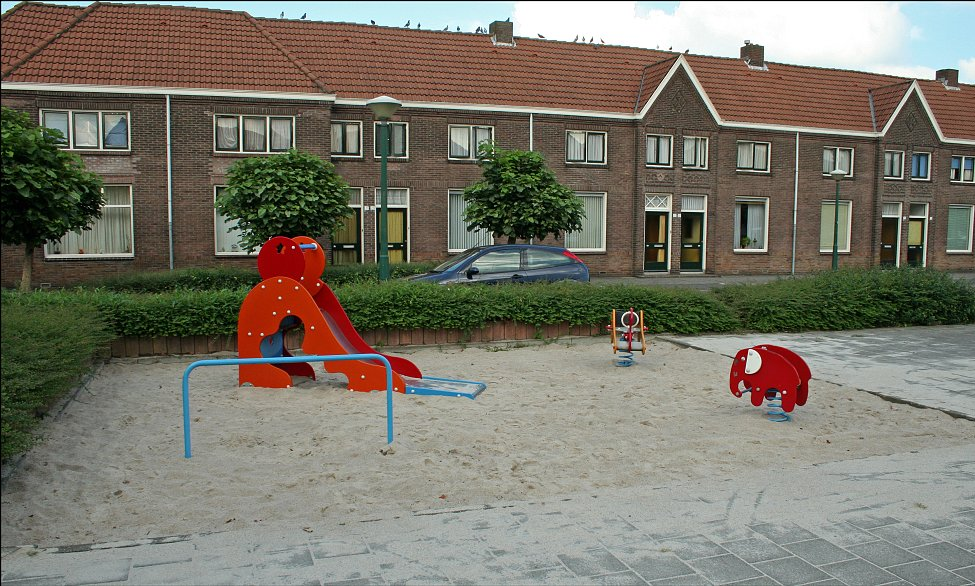
Hemelrijken
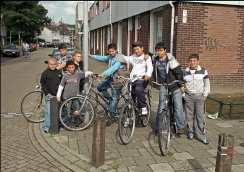
Hemelrijken
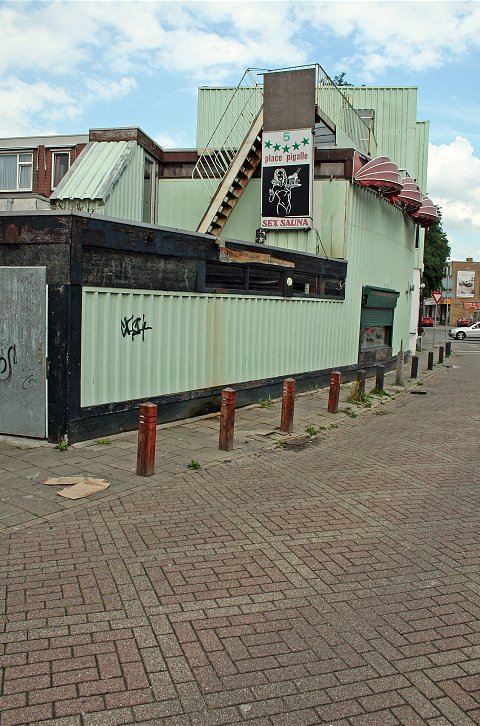
Hemelrijken
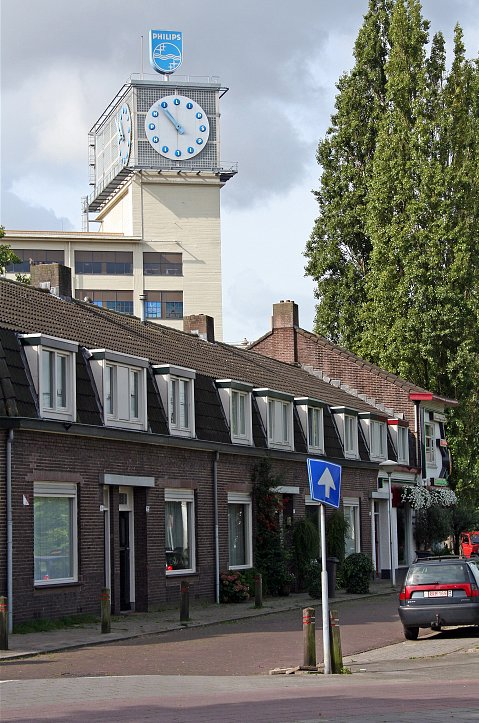
Limbeek
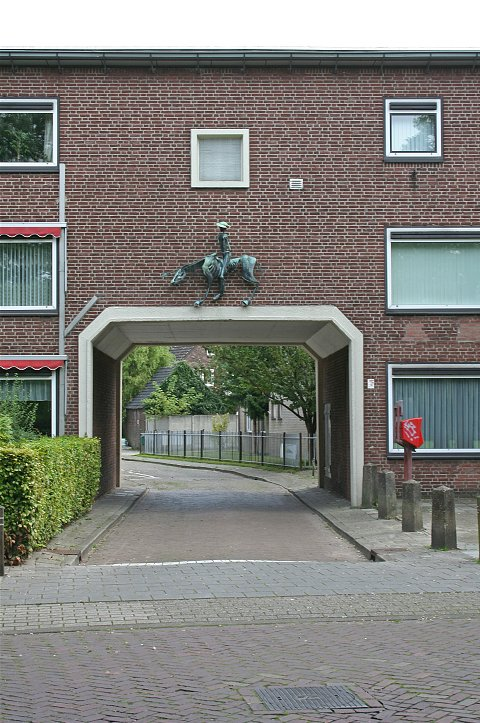
Limbeek
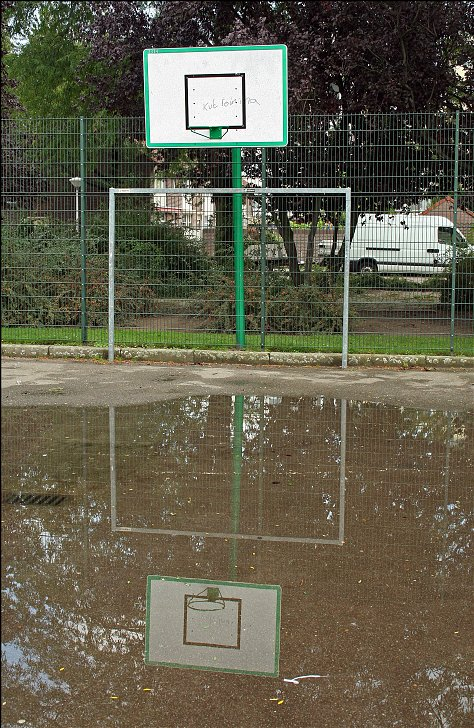
Gildebuurt
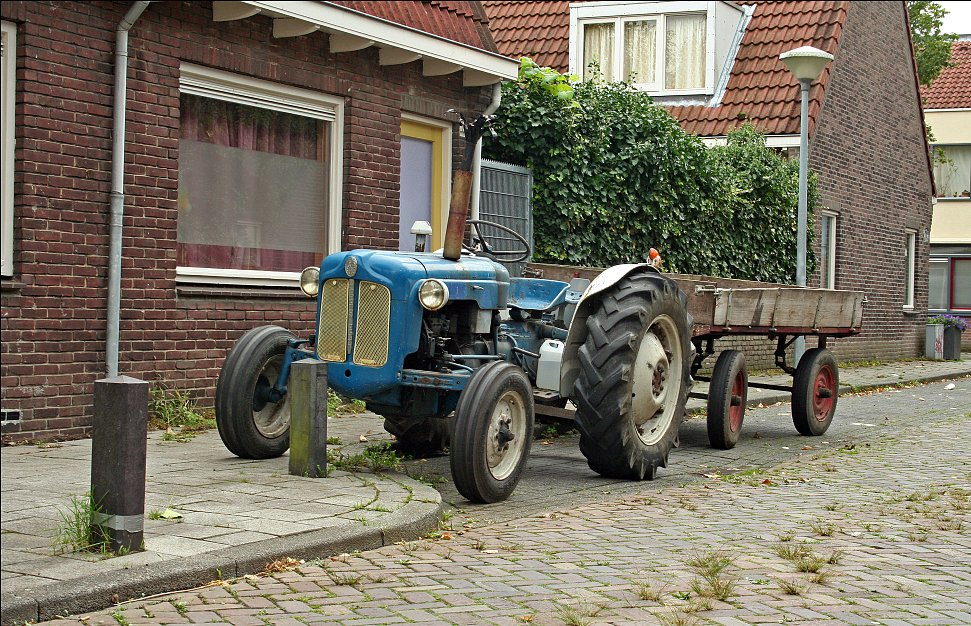
Gildebuurt
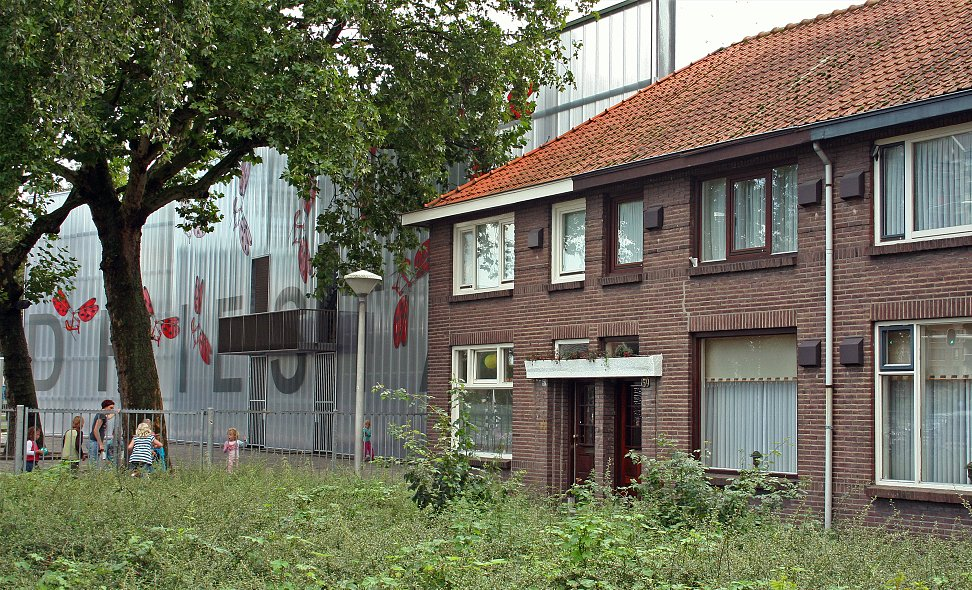
Gildebuurt